# 科爾基 (捷奧菲波利區)
49°47′36″N 26°36′8″E / 49.79333°N 26.60222°E
科爾基（烏克蘭語：Колки）是位於烏克蘭西部的村莊，由赫梅利尼茨基州裡赫梅利尼茨基區的泰奧菲波爾市鎮負責管轄。該村處於尼爾卡河畔，始建於1571年，面積1.79平方公里，海拔高度301米，2001年人口404。